# وريل ستيرلينغ
وريل ستيرلينغ (بالإنجليزية: Worrell Sterling)‏ هو لاعب كرة قدم بريطاني، ولد في 8 يونيو 1965 في بيثنال غرين في المملكة المتحدة. لعب مع لينكولن سيتي أف سي ونادي بريستول روفيرز ونادي بيتربورو يونايتد ونادي واتفورد.

## وصلات خارجية
- وريل ستيرلينغ على موقع قاعدة بيانات كرة القدم.إي يو (الإنجليزية)
- وريل ستيرلينغ على موقع Soccerbase.com (لاعب) (الإنجليزية)